# Genera Aroidearum exposita
Genera Aroidearum exposita (abreviado Gen. Aroid.) es un libro con ilustraciones y descripciones botánicas que fue escrito por el botánico y horticultor austriaco Heinrich Wilhelm Schott y publicado en el año 1858.